# Брамбилла, Симона
Симона Брамбилла (итал. Simona Brambilla; род. 27 марта 1965, Монца, Ломбардия) — итальянская монахиня и ватиканская куриальная сановница, член Миссионерского института Девы Марии Утешительницы. Секретарь Дикастерии по делам институтов посвящённой жизни и обществ апостольской жизни с 8 октября 2023 года по 6 января 2025 года. Префект Дикастерии по делам институтов посвящённой жизни и обществ апостольской жизни с 6 января 2025 года. Первая в истории Римско-католической Церкви женщина занявшая высший куриальный пост в Ватикане.

## Ранние годы и образование
Родилась в Монца, в Ломбардии, 27 марта 1965 года. В 1986 году получила диплом медсестры и работала в больнице имени Леопольда Мандича в Мерате (провинция Лекко). Вступила в Миссионерский институт Девы Марии Утешительницы в 1988 году и принесла свои первые обеты в 1991 году. В 1998 году получила лиценциат по психологии в Институте психологии Папского Григорианского университета.

## Монашеское служение
Начиная с 1999 года, после получения финальных обетов, отвечала за молодежное служение в Учебном центре Макуа Ксирима в Мауа, в Мозамбике.
С 2002 года по 2006 год преподавала в Институте психологии Папского Григорианского университета и в 2008 году получила там степень доктора психологии, защитив диссертацию по евангелизации и инкультурации в Мозамбике.
Занимала должность генерального советника с 2005 года по 2011 год.
7 июня 2011 года была избрана на шестилетний срок в качестве генерального настоятеля женского отделения Миссионерского института Девы Марии Утешительницы  и избрана на второй срок в 2017 году, который завершился в мае 2023 года.
Папа Франциск выбрал сестру Брамбиллу для участия в Синоде Епископов 2023 года по вопросам синодальности. 8 июля 2019 года папа Франциск назвал её и ещё шесть человек первыми женщинами-членами Дикастерии по делам институтов посвящённой жизни и обществ апостольской жизни.

## Секретарь и префект Дикастерии
7 октября 2023 года папа Франциск назначил её секретарём Дикастерии по делам институтов посвящённой жизни и обществ апостольской жизни. Она вторая женщина, получившая этот пост в дикастерии Римской курии после Алессандры Смерилли в Дикастерии по содействию целостному человеческому развитию, в то время как две другие женщины имеют аналогичные посты в других ведомствах (не дикастериях), Натали Беккар в Синоде Епископов и Раффаэлла Петрини в губернаторстве государства-града Ватикана.
6 января 2025 года была назначена префектом той же дикастерии. Она первая женщина, занявшая должность префекта дикастерии Римской курии.